# リディアン・ロバーツ
リディアン・ロバーツ（Rhydian James Roberts, 1983年2月14日 - ）は、イギリス・ウェールズ出身のバリトン歌手。イギリスのオーディション番組『The X Factor』第4シーズンの準優勝者。
2008年11月24日にリリースされたデビューアルバム「Rhydian」は、リリースから5週間で30万枚以上を売り上げてプラチナ・ディスクを獲得し、同年にイギリスでデビューした男性ソロ歌手で最高のセールスを記録した。

## 生い立ち
ウェールズ・ポウイス州のセニーブリッジ出身。10代のころは、ラグビーのウェールズ・ナショナルチーム入りを狙う有望選手であったが、怪我のために断念。その後は音楽に打ち込むようになる。名門バーミンガム音楽院の奨学金を得て、声楽を専攻。在学中から数多くの賞を受賞するなど、優秀な成績を収め、一級優等学位（First Class honours degree）を得て卒業した。
卒業後、2007年にBBCで放送された、アンドリュー・ロイド・ウェバーのミュージカル「ジョゼフ・アンド・アメージング・テクニカラー・ドリームコートの主役を選ぶオーディション番組「Any Dream Will Do」に応募するものの、二次予選段階で脱落する。

## The X Factor
同年、「The X Factor」第4シーズンのオーディションに応募。番組では「オペラ座の怪人」、「ユー・レイズ・ミー・アップ」、「ゴー・ウェスト」などの楽曲を披露、その多彩ぶりと圧倒的な歌唱力、華やかなステージで人気を集める。辛口で知られる審査員のサイモン・コーウェルも、自らの担当のカテゴリーではなかったにもかかわらずロバーツの歌唱力を「世界的スターになれる」と絶賛し、優勝候補と目されたが、ファイナルでレオン・ジャクソンに敗れ、準優勝に終わる。

## The X Factor後
準優勝に終わったものの、サイモン・コーウェルのレーベルSycoと、優勝者と同条件の契約金100万ポンドで契約を結ぶ。2008年11月24日に、デビューアルバム「Rhydian」をリリース。全英チャート3位を記録。リリースから5週間で30万枚以上を売上げプラチナ・ディスクを獲得と、優勝者のレオン・ジャクソンを大きく上回るセールスを記録。同年にイギリスでデビューした男性ソロ歌手で最高のセールスを記録した。

## ディスコグラフィ

### アルバム
- Rhydian（2008年）
- O Fortuna（2009年）
- Waves（2011年）